# ブリトン・チャンス
ブリトン・チャンス（英語: Britton Chance、1913年7月24日 - 2010年11月16日）は、アメリカ合衆国の生物物理学者。

## 経歴・人物
彼はペンシルベニア州ウィルクス・バリで生まれ、1935年に学士号、1936年に修士号、1940年に物理化学の博士号をペンシルベニア大学で取得した。1942年にはケンブリッジ大学で、赤外線を用いて様々な組織や脳腫瘍を特定する研究を行い、生理学の2つ目の博士号を取った。
1952年に全米科学アカデミーに選ばれ、1968年にはスウェーデン王立科学アカデミーの外国人会員、1981年には王立協会の外国人会員になった。
第二次世界大戦中には、チャンスはマサチューセッツ工科大学の放射研究所でレーダーの開発を行った。
ペンシルベニア大学医学部のエルドリッジ・Ｒ・ジョンソン・生化学・生物物理学名誉教授。また、物理化学及び放射線物理学の名誉教授も務めた。同校医学部には彼の名を冠したステラー・チャンス研究棟（Stellar-Chance Laboratories）がある。
また、ヨット（セーリング）競技の選手としても知られ、1952年のヘルシンキオリンピックでは、セーリング競技の5.5m級でエドガー・ホワイト、サマー・ホワイトとともに金メダルを獲得した。
2010年11月16日に亡くなった。97歳没。

## 名誉学位
- 医学博士号 - カロリンスカ研究所（1962年）、デュッセルドルフ大学（1991年）、ブエノスアイレス大学（1993年）、コペンハーゲン大学（1995年）、ローマ大学（1997年）
- 理学博士号 - オハイオ医科大学（1974年）、センメルワイス大学（1975）、ハーネマン医科大学（1977年）、ペンシルベニア大学（1985年）、ヘルシンキ大学（1990年）

## 受賞歴
- 1950年 - ファイザー酵素化学賞
- 1966年 - フランクリン・メダル
- 1970年 - ハイネケン賞、ウィリアム・H・ニコルズ賞
- 1972年 - ガードナー国際賞
- 1974年 - アメリカ国家科学賞
- 1976年 - リヒトマイヤー記念賞
- 1987年 - 生物物理学賞
- 1990年 - ベンジャミン・フランクリン・メダル

## 脚註
1. ↑  Weber, Bruce (2010年11月28日). “Britton Chance, Olympian and Biophysics Researcher, Dies at 97”. The New York Times.  オリジナルの2010年12月1日時点におけるアーカイブ。 2010年11月30日閲覧。